# クォータートーン
クォーター・トーンは、東京都目黒区青葉台にある芸能事務所である。設立は2002年。

## 所属タレント
- 伊藤淳史
- 戸田昌宏
- 唯野未歩子
- 相築あきこ
- 利重剛
- 奥貫薫
- 渡辺海弓
- 岡田卓也
- 松永大輔
- 三谷昌登
- 芹澤興人

## 元所属
- 伊藤隆大（在籍中に急逝）
- 西島秀俊（2024年5月31日をもって退社・独立）[1]。